# Village Superstars Football Club
Maillots
Le Village Superstars Football Club est un club de football de la B-Mobile SKNFA Premier League, basé à Basseterre, sur l'île de Saint-Christophe. Il joue ses rencontres à domicile au Newtown Ground de Basseterre.

## Repères historiques
Village Superstars remporte son premier titre national en 1978 avec un succès en championnat. Son palmarès compte actuellement huit titres de champions et quatre Coupes nationales.
Malgré son palmarès important, le club ne participe pour la première fois à une compétition continentale qu'en 2003, lors du CFU Club Championship, car la fédération christophienne n'a que ponctuellement aligné des formations lors des rencontres internationales. Il ne dispute en fait aucun match, en raison de son forfait avant le premier tour face aux Jamaïcains d'Arnett Gardens. Il ne fera ses vrais débuts que seize ans plus tard puisqu'à la suite de son titre de champion obtenu en 2018, il se qualifie pour le Championnat des clubs caribéens de la CONCACAF 2019

## Palmarès
- Championnat de Saint-Christophe-et-Niévès (8)
  - Champion : 1978, 1980, 1991, 2003, 2005, 2006, 2011, 2018

- Coupe de Saint-Christophe-et-Niévès (4)
  - Vainqueur : 2003, 2004, 2011, 2017

## Joueurs notables
Devaughn Elliott, international christophien, évolue au club entre 2010 et 2013 et remporte le titre de champion en 2011. 